# Bücherskorpion

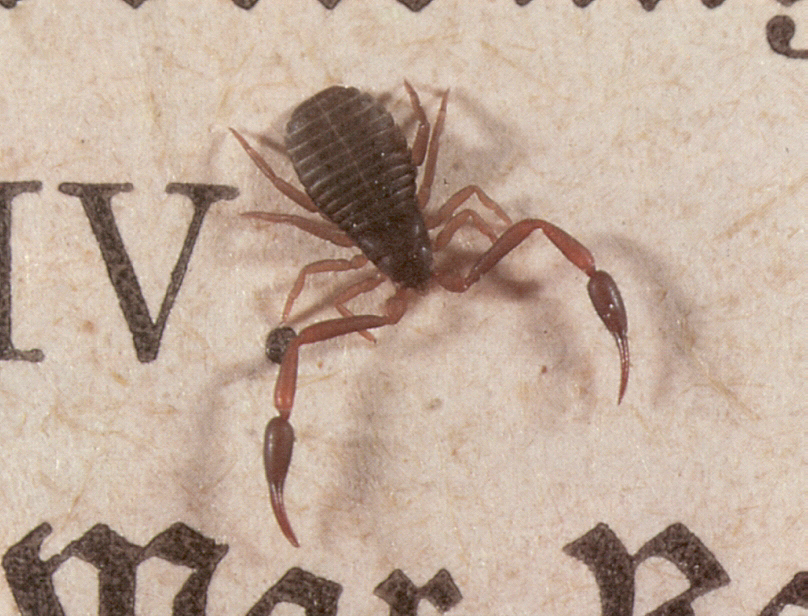
Ein Familienmerkmal der Cheliferidae ist die dünne Längslinie am Hinterleib

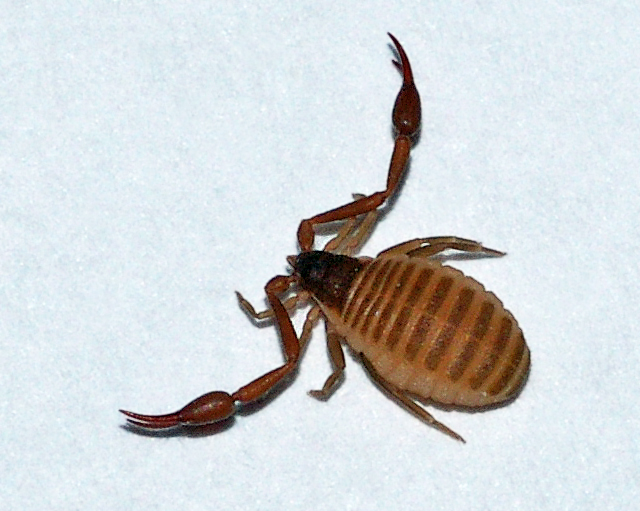
Die Pedipalpen-Scherenarme wirken überlang in Relation zum Körper

Der Bücherskorpion (Chelifer cancroides) ist der in Mitteleuropa wohl bekannteste Vertreter der Pseudoskorpione. Das nur wenige Millimeter große Tier kommt unter anderem auch in der Wohnumgebung des Menschen vor, wo es sich als Jäger von Staub- und Bücherläusen sowie Hausstaubmilben nützlich macht. Für den Menschen ist der Bücherskorpion harmlos – menschliche Haut kann er mit seinen Scheren nicht durchdringen.

## Merkmale
Der Vorderkörper geht, wie bei allen Pseudoskorpionen, ohne eine Verschmälerung gleichmäßig in den Hinterkörper über. Die Körperlänge beträgt zwischen 2,5 und 4,5 mm; die Färbung ist ein helles bis dunkleres Braun. Die quergestreift aussehenden Rückenplatten des Hinterkörpers sind durch eine feine Längslinie in der Mitte geteilt. Während die Cheliceren (Mundwerkzeuge) nur als sehr kleine ungestielte Scheren entwickelt sind, stellen die Pedipalpen sehr lange Scherenarme dar. Dabei sind insbesondere die als Femur und Patella bezeichneten Gliedmaßenabschnitte deutlich länger als bei verwandten Arten. Neben den überlang wirkenden Scherenarmen verfügen Bücherskorpione über vier Laufbeinpaare, mit denen sie gleich gut vorwärts und rückwärts laufen können. Über der Basis der Pedipalpen liegt an jeder Körperseite ein kleines Punktauge. Die Geschlechter sind kaum zu unterscheiden.
Allein in Mitteleuropa kommen mehr als 100 Arten und Unterarten von Pseudo- oder Afterskorpionen vor – davon in Deutschland 49, in der Schweiz 63 und in Österreich 69. Einige dieser Spezies ähneln dem Bücherskorpion sehr im Verhalten und Aussehen (beispielsweise Dactylochelifer latreillei und Mesochelifer ressli, beides ebenfalls Vertreter der Familie Cheliferidae) und sind in der Regel nur von Spezialisten sicher bis zur genauen Art zu bestimmen. Im Freiland kann man eher den Moosskorpionen begegnen, die einen eckigeren Vorderkörper und eine glänzende Chitinhülle aufweisen.

## Lebensraum und Lebensweise
Bücherskorpione bevorzugen eher trockene Örtlichkeiten und verstecken sich in engen Spalträumen. Man trifft sie unter der Rinde toter Kiefern, in Bienenstöcken, alten Vogelnestern, Stallungen, Schuppen und in Wohnungen des Menschen an. Hier gehören beispielsweise lose Tapeten und verstaubte Bücher oder Akten zu ihren Aufenthaltsorten. Sie machen dort Jagd auf noch kleinere Tiere, etwa Bücher- und Staubläuse, Springschwänze, Bettwanzen sowie Milben. Die Beute wird mit den Pedipalpenscheren ergriffen und aus einer Giftdrüse in der Spitze des Scherenfingers wird etwas Gift injiziert. Dann wird das meist noch zappelnde Opfer zu den kleinen Cheliceren geführt und ein Loch in die Körperwand gebissen. Hierdurch wird Verdauungsflüssigkeit in die Beute gepumpt und diese anschließend ausgesaugt.
In die Cheliceren münden auch Spinndrüsen. Mit diesen werden fünf bis sieben Millimeter große Gespinstnester angefertigt, in die sich das Tier zur Ruhe und auch zur Überwinterung zurückzieht.
Der Bücherskorpion ist in Mitteleuropa zwar weit verbreitet, doch begegnet man nur gelegentlich einzelnen Exemplaren. Wahrscheinlich infolge von Verschleppung durch den Menschen kommt die Art weltweit vor. Häufiger tritt sie in Bibliotheken, Museen und herbarischen Sammlungen auf.
Einige verwandte Arten, unter anderem der noch kleinere Pseudoskorpion Lamprochernes nodosus, klammern sich oft an den Beinen von Fliegen fest und lassen sich auf diese Weise transportieren (sogenannte Phoresie).

## Bücherskorpion und Bienenschädlinge
Der Biologe Alois Alfons publizierte im Jahre 1891 „Der Feind der Bienenlaus“, und 1951 erschien von Max Beier, einem Pseudoskorpionexperten, der Artikel „Der Bücherskorpion, ein willkommener Gast der Bienenvölker“.
2006 brachte Torben Schiffer Bücherskorpione als Mittel zur Kontrolle des Varroabefalls in Bienenvölkern ins Gespräch. Er sieht im gezielten Einsatz von Bücherskorpionen und alternativen Bienenstöcken ein Mittel gegen den Varroamilben-Befall bei Honigbienen. Eine Übersicht über die vorhandene wissenschaftliche Literatur zu diesem Thema zeigt allerdings, dass es keinerlei seriöse Grundlage für diese These gibt. Bücherskorpione sind generalistische Jäger, die viele Lebensräume besiedeln und daher nicht allein auf das Leben im Bienenvolk spezialisiert sind.

## Fortpflanzung und Individualentwicklung
Zur Fortpflanzung führt das Männchen vor dem Weibchen einen Balztanz auf, um anschließend mit ihm zusammen vor- und zurückzutanzen, ohne dass sich beide berühren. Dann setzt das Männchen ein gestieltes Samenpaket (Spermatophore) auf den Untergrund ab, ergreift das Weibchen mit den Pedipalpen und zieht es darüber.
Die Eier trägt das Weibchen in einem aus Sekret gebildeten Brutbeutel an der Genitalöffnung unter dem Hinterleib mit sich herum und ernährt die Embryonen mittels einer körpereigenen Nährlösung. Die Eiablage erfolgt in speziell gesponnenen Brutkammern. Nach dem Schlüpfen benötigt der Nachwuchs drei Häutungen über verschiedene Nymphenstadien (Proto-, Deuto- und Tritonymphe) für seine Entwicklung zum fertigen Bücherskorpion. Dieser Prozess vollzieht sich innerhalb mehrerer Wochen.

## Taxonomie und Systematik
Der Bücherskorpion wurde vom Begründer der modernen Taxonomie, Carl von Linné, als Acarus cancroides erstbeschrieben – die Art wurde also von ihm, der Gattungszuordnung entsprechend, zu den Milben gerechnet. Der Artname cancroides kann mit krabbenartig übersetzt werden. Es handelt sich um eine von insgesamt nur zwei von Linné berücksichtigten Pseudoskorpion-Arten. Aus Linnés knapper Artdiagnose Acarus antennis cheliformibus, abdomine ovato depresso (Milbe mit scherenförmigen Antennen und ovalem, abgeplatteten Hinterleib) ist eigentlich unmöglich herzuleiten, welche Art ihm damals tatsächlich vorgelegen hat – Typusmaterial existiert keines mehr. Aus der Tradition und der Namensverwendung bei den folgenden Generationen von Arachnologen kann man aber mit einiger Sicherheit darauf schließen, dass der Bücherskorpion gemeint gewesen sein muss.
Der französische Naturforscher Étienne Louis Geoffroy (1725–1810) transferierte die Art im Jahr 1762 in die Gattung Chelifer, in der sie seitdem verblieben ist. Für die biologische Nomenklatur ergab sich allerdings die Schwierigkeit, dass Geoffroys Werk (das er anonym publiziert hatte) eigentlich für Zwecke der Nomenklatur nicht verwendet werden darf. Die ICZN sah sich daher 1989 veranlasst, den Gattungsnamen formell festzuschreiben. Der Bücherskorpion ist die einzige Art der (damit monotypischen) Gattung Chelifer. Zwar sind im Laufe der Jahrhunderte insgesamt 346 Arten dieser Gattung wissenschaftlich beschrieben worden. Alle bis auf den Bücherskorpion wurden aber in andere, später beschriebene Gattungen transferiert oder mit anderen Arten synonymisiert (plus 14 Artnamen, die Nomina dubia sind).
Bis 2014 wurde, neben der Nominatform, eine Unterart des Bücherskorpions anerkannt: Chelifer cancroides orientalis Morikawa, 1954 aus Japan. Neuere Untersuchungen haben aber gezeigt, dass die ostasiatischen Tiere, obwohl generell etwas kleiner, nicht wirklich von den übrigen abzutrennen sind – die Merkmale variieren klinal. Dementsprechend werden nun keine Unterarten mehr unterschieden.